# Geoffroy de Vivans

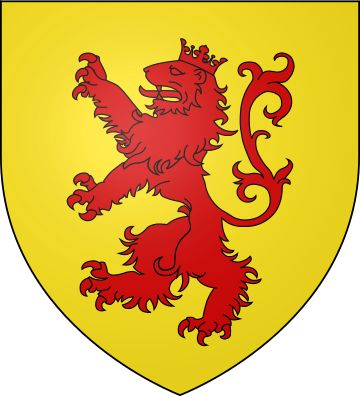
Wappen der Familie Vivans

Geoffroy de Vivans (* 18. November 1543 auf Burg Castelnaud; † 21. August 1592 bei der Belagerung der Burg Villandraut) war einer der bedeutendsten Militärhauptmänner der Hugenotten in Südfrankreich, Berater und Gefolgsmann des Königs Heinrich IV. und Gouverneur des Périgord, des Limousin, von Domme und Caumont-sur-Garonne.

## Herkunft
Geoffroy de Vivans (auch: Vivant), Seigneur de Doissac, war Sohn des Charles de Vivans, Seigneur de Mel, Gouverneur der Burg Castelnaud für Charles de Caumont, und der Louise de Cazenac. Sein Pate war Geoffroy de Caumont, Baron de Caumont und Seigneur de Castelnaud, Sohn der Jeanne de Pérusse d’Escars.

## Leben
Seine kriegerische Laufbahn begann im Zweiten Hugenottenkrieg in der Schlacht bei Saint-Denis (1567) und der Belagerung von Sens, wobei Geoffroy de Vivans in Abwesenheit des Capitaine de Piles dessen Regiment führte. Im Februar 1568 war Vivans im selben Regiment an der Belagerung von Chartres beteiligt.
Nach dem protestantenfeindlichen Edikt von Saint-Maur besiegte Vivans 1569 im Dorf Teuillères nahe Sarlat eine Truppe des Leutnants Laporte de Prach, die zuvor brandschatzend durchs Land gezogen war.
In den langwierigen Konflikten nach der Bartholomäusnacht war Geoffroy de Vivans ab 1572 auch mit der Rückeroberung von Besitzungen betraut, die hugenottischen Adelshäusern zuvor entzogen worden waren. Neben zwei erfolglosen Angriff auf Domme 1573 zeichnete er sich bei etlichen Gefechten an zahlreichen Orten im Périgord, Agenais, Quercy und Limousin aus.
Nach dem Friedensvertrag von La Rochelle vom 6. Juli 1573, erstürmte Vivans auf Befehl des Hugenottenführers François de La Noue die Stadt Sarlat in der Nacht zum 22. Februar 1574 und eroberte später die Stadt Monpazier im Juni 1574. Im selben Jahr war er zudem Verwalter der Burg Castelnaud für die Familie Caumont. 1575 war er an der Eroberung von Périgueux und 1577 an der Belagerung von Villefranche-du-Périgord maßgeblich beteiligt. 1578 wurde er Gouverneur des Périgord, mit Sitz in Périgueux von Januar bis Juni.
Im Jahr 1580, während Geoffroy de Vivans im Haut-Quercy kämpfte, ließ der Katholik Jean de Pérusse d’Escars, Prince de Carency, als Onkel II. Grades der Vormund der Anne de Caumont, ihre wichtigsten Herrschaften besetzen, verschaffte sich Zutritt zur Burg Castelnaud und entführte schließlich 1586 Anne und deren Mutter Marguerite de Lustrac nach La Vauguyon. Vivans wurde zu Hilfe gerufen, und konnte allmählich die meisten Güter trotz energischer Verteidigung zurückerobern und wieder in Annes Besitz bringen. Jean d’Escars konnte nur Fronsac, Coutras und Castelnaud halten, Geoffroy de Vivans hingegen wurde zum Gouverneur aller Güter ernannt, die im Eigentum oder Nießbrauch der Marguerite de Lustrac bzw. ihrer Tochter Anne waren.

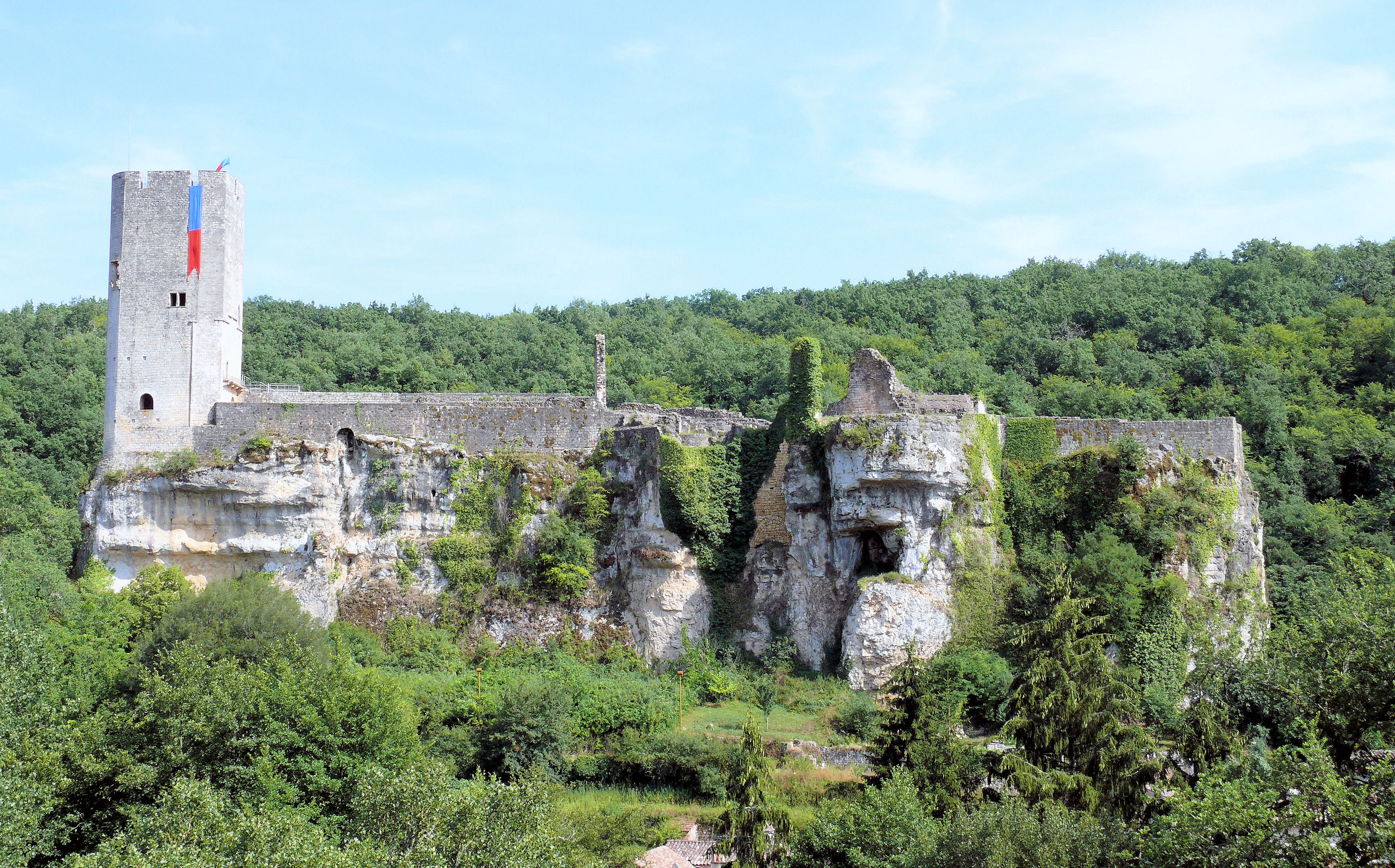
Burg Gavaudun, Vivans Rückzugsort 1588

Als protestantischer Hauptmann befehligte er nach 1584 im Besonderen eine Truppe hommes d’armes der Ordonnanzen des Königs Heinrich IV. Dank der Rückeroberung des Schlosses Caumont durch Geoffroy de Vivans 1585 konnte im März 1586 eine drohende Einkesselung und Gefangennahme des Königs vereitelt werden. In der für die Hugenotten siegreichen Schlacht von Coutras 1587 wurde Vivans an der Spitze einer Reiterschwadron durch zwei Lanzenstiche schwer verwundet. Bis zu seiner Genesung zog sich Vivans auf das Château de Gavaudun, eine Burg im Besitz von Marguerite de Lustrac, zurück.
Am 25. Oktober 1588 nahm Vivans die seit sechzehn Jahren belagerte Festungsstadt Domme ein, nachdem er zwei Stunden vor Sonnenaufgang mit dreißig Gefährten die fast vertikale nördliche Felswand erklommen und seinem Belagerungsheer unbemerkt die Stadttore geöffnet hatte. Von König Heinrich IV. wurde er nun mit der Verteidigung von Domme beauftragt, die bald auch an Vivans diverse Schwiegersöhne übertragen wurde. Vivans verschanzte sich in der Bastide und richtete in ihr für vier Jahre eine Garnison ein. Er führte den protestantischen Glauben ein, vertrieb die Augustiner (die erst 1617 zurückkehren sollten) und ließ 1589 Teile des Augustiner-Priorats und das Kirchengebäude abbrennen, wobei er die Glocken in sein eigenes Château Doissat brachte. Trotz der Befestigungsmaßnahmen ging Domme in nachfolgenden Attacken der katholischen Liga teilweise wieder verloren. Die Eskalation der Auseinandersetzungen und die wachsenden Erfolge der Katholiken im Périgord zwangen Vivans im Januar 1592 zum Verkauf der in Schutt und Asche liegenden Bastide Domme gegen eine Zahlung von 40.000 Livres an die Katholiken unter Marschall Pons de Lauzières.
Während der Belagerung der Burg Villandraut durch Marschall de Matignon wurde Geoffroy de Vivans bei der Erkundung feindlicher Verteidigungsanlagen am 19. August 1592 von einem Musketenschuss getroffen und verstarb wenige Tage danach. Seine Ämter und Aufgaben übertrug König Heinrich IV. in einem Schreiben alsbald seinem ältesten Sohn Jean de Vivans.

## Familie (Auszüge)
- Armand de Vivans († nach 1514), Kommandant des Château de Castelnaud-la-Chapelle für den Seigneur de Caumont; ⚭ 1480 Audette de Ratevoulp;
  - François de Vivans; ⚭ ca. 1500 Jeanne de Marquessac
  - Claude de Vivans; ⚭ 1508 Blanche de Repaire (Testament 1547)
    - Charles de Vivans; ⚭ 17. Februar 1538 Louise de Cazenac de la Beauze (Testament 1563)
      - Geoffroy I. de Vivans, Seigneur de Doissac 1578; ⚭ 3. Mai 1563 Jeanne de Cladech de Péchaud, Dame de Castelvieil († 1622). Zahlreiche Nachkommen[5]:
        - Jean I. de Vivans (1564–1641), ältester Sohn, ab 1585 im Feld mit dem Vater; ⚭ 1587 Catherine de La Dugie (Dugnie, Duguie), († 1624), Dame du Bosc, Tochter des Antoine de La Dugie, Seigneur de Noaillac. Nach der Schlacht von Coutras in der Armee Heinrichs IV., 1588 Cornet unter La Trémoille. 1592 Nachfolger in den Ämtern des Vaters, 1607 Gouverneur von Tournon
          - Pierre de Vivans (†avant 1656), Seigneur de Noaillac (Nouailhac); ⚭ Marie Daussy
            - Anne de Vivans de Noaillac; ⚭ 1656 Jean de Vivans († 1691), Sieur de Launay, Sohn des Jacques de Vivans, ohne Kinder

          - Geoffroy II. de Vivans (* 1593), Gouverneur von Tournon seit 1612, an der Assemblée von La Rochelle 1621 beteiligt, verstarb in der Bastille[6]; ⚭ 10. Juli 1617 Jeanne de Pardaillan de Panjas
            - Jean II. de Vivans, Seigneur de Doyssac und Graf von Panjas, gefallen in der Schlacht bei Rocroi 1643
            - Geoffroy III. de Vivans († 1671), Seigneur de Doyssac und Graf von Panjas nach seinem Bruder; ⚭ 18. Oktober 1644 Jacqueline de Caumont de La Force (1611–1702), Tochter des Henri-Nompar de Caumont, duc de La Force (1582–1678)
              - Joseph-Geoffroy de Vivans (* 1654; † um 1740); ⚭ 11. Juni 1677 Marguerite de Garrisson († vor 1737, Schwester der Anne de Garrisson).[7] Veranlasste das Inventar des Château de Doyssac 1702. Blieb Protestant und emigrierte daher wegen drohender Haft nach England. Im Einvernehmen verblieb Marguerite 1714 in Frankreich zur Verwaltung der ehelichen Güter[8]. 1720 machte das Présidial de Sarlat Damaris de Vivans zur Ersatzerbin in Nachfolge des Jean I. de Vivans.

            - Damaris de Vivans (1627–1696); ⚭ 1657 Jean du Lion, Baron de Belcastel et Seigneur de Siorac.
              - Judith-Louise du Lion, Demoiselle de Belcastel († nach 1723); ⚭ 1697 Antoine de Laverrie, Seigneur de Sainte-Radegonde
                - Barthélemy de Laverrie, war im Exil in England
                  - Paul de Laverrie, Comte de Vivans, Sieur de Siorac (1700–1754)
                    - François-Antoine de Laverrie de Vivans († 1798), Seigneur de Siorac et de Doyssac

            - Isabeau de Vivans († 1655); ⚭ 1655 Charles d’Estutt de Solminihac, Seigneur de La Boissière

          - Jacques de Vivans (1596 – vor 1643), Seigneur de Launay; ⚭ Marie Charlotte Denis
            - Jean de Vivans († 1691), Sieur de Launay; ⚭ 1656 Anne de Vivans-Noaillac, ohne Kinder
            - Henri de Vivans de Noaillac (1622–1691), Marquis de Vivans, Sieur de Saint-Christau, Sieur de Launay, Seigneur de Noaillac, Colonel und Mestre de camp des Régiment de Vivans cavalerie seit 1672, Brigadier de cavalerie 1689; ⚭ 1655 Suzanne de Capvert
            - Geoffroy de Vivans, Seigneur de Saint-Christau; ⚭ Henriette Ducasse († 1708)
            - Jeanne de Vivans; ⚭ 1643 Léonce de Ségur († 1682)

          - Jacquelin de Vivans, Seigneur de Villefranche, (* 16. April 1613; † n. 1666) Capitaine im Régiment de Picardie; ⚭ (I) 3. Februar 1641 Catherine de Beynac; ⚭ (II) 1658 Marguerite de Lescours
            - Guy de Vivans, Sieur de la Salle, 1701 Capitaine im Régiment Carabiniers; ⚭ Catherine de Sansart
              - Pierre de Vivans († vor 1706); ⚭ 1699 Marthe Blancher de Soulas-Feyrac, Tochter der Anne de Garrisson und des Pierre Blancher de Soulas (sie ⚭ n. 1714 (II) Jean d’Audoin)
                - Guy de Vivans (* 21. September 1701 auf Schloss Feyrac)
                - Pierre de Vivant (* 8. Juli 1703; † vor 1741), Seigneur de la Salle, Capitaine im Regiment Schomberg[6], war protestantischer Refugie im Languedoc und vermachte sein Erbe über seine Tante Damaris de Vivans (1627–1696) deren Urenkel, dem im britischen Exil geborenen Paul de Laverrie, comte de Vivans, sieur de Siorac (1700–1754)[9]
                - Damaris de Vivant; ⚭ vor 1706 Francois de Vassal, Seigneur de La Barde, ohne Kinder

        - Bernard de Vivans, Seigneur de Grives, † in Ostende mit 18 Jahren
        - Jeanne de Vivans; ⚭ 1584 Jean IV. de Touchebœuf, Seigneur du Piquet
        - Madelaine de Vivans († 1642); ⚭ Renaud I. de Lidon (ca. 1565–1629), Seigneur de Saint-Léger
        - Suzanne de Vivans († 1628); ⚭ 1587 François de Fumel († 1628), Baron de Montségur
        - Simonne de Vivans; ⚭ 7. Mai 1588 Pierre de Blancher, Seigneur de Feyrac, 1581 Hauptmann des Château de Domme (Sohn des Jean Blancher, Kommandant der Garnison von Domme, und der Gabrielle du Puy)
        - Anne de Vivans; ⚭ 1593 Jean de Gervain († 1612), Seigneur de Roquepiquet